# Béte Debre Sina
Pour les articles homonymes, voir Sina.
Béte Debre Sina  (ou Dabra-Sina ou "Maison du Mont Sinaï") est une église éthiopienne orthodoxe située à Lalibela, dans la région Amhara, en Éthiopie. Elle est une des églises rupestres de la ville, elle fait partie du groupe septentrional.
Selon certains auteurs, Bete Debre Sina et Bete Mikaél (Qeddus-Mikaël) sont un seul et même édifice "Debra Sina" étant le nom ancien.

## Description
De type monolithique, l'église est enfoncée à grande profondeur dans le roc.
Bete Debre Sina a, au sud, une façade libre mesurant 11 mètres de long, une tranchée est visible sur son côté est, elle mesure plus ou moins 9,5 mètres. 

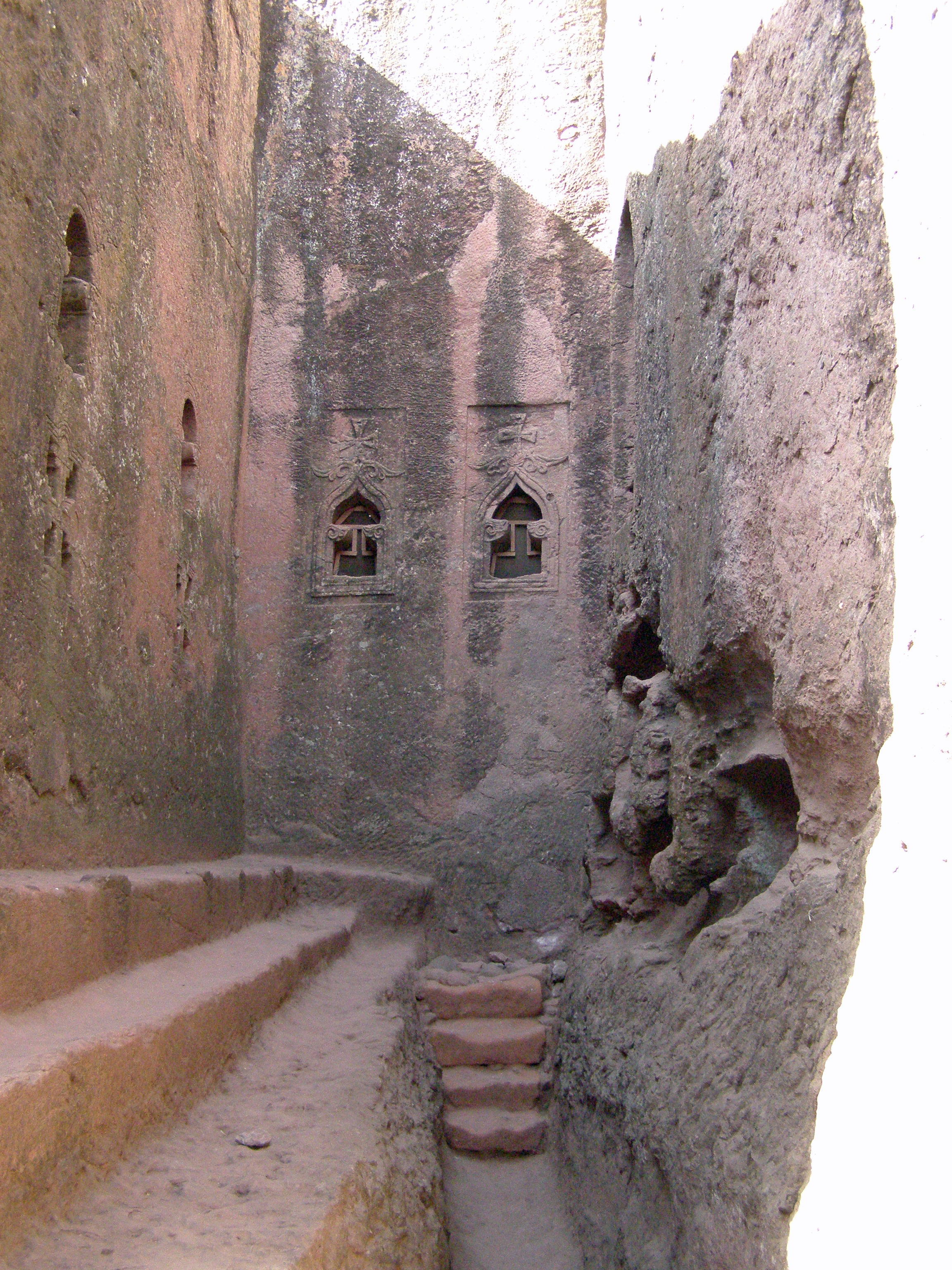
Soubassement à 3 gradins

L'église est dressée sur un soubassement de type axoumite à trois gradins, l'ensemble de l'édifice mesure environ 11,5 mètres de haut. 
À l'exception d'une corniche rectangulaire et de deux rangées de fenêtres, aucune décoration n'est visible sur les murs. 
L'église comporte trois nefs orientées vers l'est, elles mesurent 5 mètres de haut, 8,5 mètres de large et 9,5 mètres de profondeur. 
L'intérieur de l'église est divisé en cinq travées par deux rangées de piliers cruciformes mesurant 0,40 mètre à 0,60 mètre par 1,20 mètre et disposés irrégulièrement. 
Les chapiteaux sont ornés de motifs en croix, les angles sont abattus et bordés d'une corniche. 
On peut également apercevoir des arcs partant des impostes de la corniche, des pilastres et des bandeaux décoratifs. 
Le chœur de l'église n'est pas entouré de mur et sa structure est peu élaborée, le plafond n'est pas décoré. 
Afin d'accéder à l'église, une entrée est située dans la deuxième travée sud. Une autre entrée à l'ouest relie la nef centrale au soubassement. Des portes dans le mur nord mènent sur la deuxième et cinquième travées de l'église Bete Mikaél.